# Lathys changtunesis
Lathys changtunesis är en spindelart som beskrevs av Hu 200. Lathys changtunesis ingår i släktet Lathys och familjen kardarspindlar. Inga underarter finns listade i Catalogue of Life.